# Wulf Christopher von Ahlefeldt
Wulf (Wolf) Christopher von Ahlefeldt (* 22. Oktober 1761 in Berlin; † 4. März 1840) war
Herr auf Gut Deutsch-Lindau und Königsförde.

## Leben
Er war der Sohn des Kammerherrn und Botschafters in Berlin Johann Heinrich von Ahlefeldt (1725–1770) und dessen Frau Frederike Louise geb. von Blome (1732–1781). Seine erste Frau war Cecilie Dorothea Wilhelmine geb. von Rumohr (1770–1802), die er 1792 in Kiel heiratete. Mit ihr hatte von Ahlefeldt zwei Kinder. Nach ihrem Tod heiratete er 1804 Louise Charlotte Marianne (1782–1853), die Schwester von Christian August (IV.) von Rumohr, mit der er eine Tochter hatte. Wulf Christopher von Ahlefeldt war Geheimer Konferenzrat, Klosterpropst des St.-Johannis-Klosters vor Schleswig, Mitglied der Schleswig-Holstein-Lauenburgischen Gesellschaft für vaterländische Geschichte, Dannebrogmann und Träger des Großkreuzes des Dannebrog-Ordens.